# View from Masada
View from Masada to drugi studyjny album amerykańskiego rapera Killah Priesta członka Sunz of Man wydany 9 maja 2000 roku nakładem wytwórni MCA Records. Wydawnictwo zadebiutowało na 18. miejscu notowania Top R&B/Hip-Hop Albums, i 73. miejscu listy Billboard 200.

## Lista utworów
1. "Intro"
2. "View from Masada"
3. "Hard Times"
4. "Maccabean Revolt (Interlude)" (gościnnie Goldie Mack)
5. "Maccabean Revolt" (gościnnie Daddy Rose, Salla`udiin Rose)
6. "Gotta Eat"
7. "What Part of the Game?" (gościnnie Ras Kass)
8. "I'm Wit That"
9. "Bop Your Head (Priesthood)" (gościnnie Canibus)
10. "Rap Legend"
11. "Places I've Been"
12. "When Will We Learn?"
13. "Food for Thought (Interlude)" (gościnnie Daddy Rose)
14. "Live By the Gun" (gościnnie Kavalier, Black Rose Kartel)
15. "If I Die" (gościnnie Salla`udiin Rose)
16. "Outro"